# Maud (Texas)
Maud è un centro abitato degli Stati Uniti d'America, situato nella contea di Bowie dello Stato del Texas.

## Società

### Evoluzione demografica
Secondo il censimento del 2010, c'erano 1.056 persone nella città. La densità di popolazione era di 691,3 persone per miglio quadrato (266,4/km²). C'erano 473 unità abitative a una densità media di 318,1 per miglio quadrato (122,6/km²). La composizione etnica della città era formata dal 90,76% di bianchi, il 7,59% di afroamericani, lo 0,58% di nativi americani, lo 0,10% di asiatici, lo 0,10% di altre etnie, e lo 0,88% di due o più etnie. Gli ispanici o latinos di qualunque razza erano l'1.36% della popolazione.
C'erano 433 nuclei familiari di cui il 28,4% avevano figli di età inferiore ai 18 anni, il 47,8% erano coppie sposate conviventi, l'11,1% aveva un capofamiglia femmina senza marito, e il 37,0% erano non-famiglie. Il 35,6% di tutti i nuclei familiari erano individuali e il 21,2% aveva componenti con un'età di 65 anni o più che vivevano da soli. Il numero di componenti medio di un nucleo familiare era di 2,37 e quello di una famiglia era di 3,12.
La popolazione era composta dal 26,1% di persone sotto i 18 anni, il 6,6% di persone dai 18 ai 24 anni, il 25,4% di persone dai 25 ai 44 anni, il 23,2% di persone dai 45 ai 64 anni, e il 18,8% di persone di 65 anni o più. L'età media era di 40 anni. Per ogni 100 femmine c'erano 95,1 maschi. Per ogni 100 femmine dai 18 anni in giù, c'erano 83,1 maschi.
Il reddito medio di un nucleo familiare era di 29.773 dollari, e quello di una famiglia era di 38.750 dollari. I maschi avevano un reddito medio pro capite di 32.604 dollari contro i 20.536 dollari delle femmine. Il reddito medio pro capite totale era di 16.792 dollari. Circa il 9,1% of famiglie e l'11,4% della popolazione erano sotto la soglia di povertà, incluso il 12,2% di persone sotto i 18 anni e il 12,3% di persone di 65 anni o più.